# Tyto inexspectata
La lechuza de Minahassa (Tyto inexspectata) es una especie de ave estrigiforme de la familia Tytonidae.

## Distribución
Es endémica de las selvas montanas y submontanas del norte y centro-norte de Célebes, en Indonesia.
En la península del norte de la isla de Célebes el área de su territorio es invadida por la lechuza de Célebes (Tyto rosenbergii). 

## Estado de conservación
Está amenazada por la pérdida de hábitat.